# Wildwasserrennsport-Weltmeisterschaften 1977
1977 fanden die Weltmeisterschaften im Kanu-Wildwasserrennsport im Kärntner Spittal an der Drau auf der Lieser statt. Nach vierzehn Jahren fanden keine Mannschaftswettkämpfe im C2-Mixed statt.

## Ergebnisse

### Nationenwertung
| Platz  | Land               | Gold | Silber | Bronze | Gesamt |
| ------ | ------------------ | ---- | ------ | ------ | ------ |
| 1      | BR Deutschland     | 5    | 2      | 2      | 9      |
| 2      | Frankreich         | 2    | 2      | 4      | 8      |
| 3      | Österreich         | 2    | –      | 1      | 3      |
| 4      | Schweiz            | –    | 4      | –      | 4      |
| 5      | Tschechoslowakei   | –    | 1      | 1      | 2      |
| 6      | Vereinigte Staaten | –    | –      | 1      | 1      |
| Gesamt | Gesamt             | 9    | 9      | 9      | 27     |